# 뱀파이어 써커
《뱀파이어 써커》(영어: Vampires Suck)는 2010년 개봉한 미국의 패러디 영화이다. 트와일라잇 영화 시리즈를 패러디하였다.

## 줄거리
베카는 엄마가 타이거 우즈와 불륜을 저지르는 바람에 엄마의 대체재로 섹스돌을 택한 보안관 아빠 프랭크와 살게 되고 소꿉친구 제이컵과 재회한다.
베카는 새 학교의 냉담한 에드워드가 옷을 잘 입고 성관계를 꺼린다는 이유로 조너스 브러더스 멤버라고 짐작하지만 실은 동물 피만 먹는 흡혈귀였다. 베카는 에드워드가 자신에게서 참치 냄새가 난다며 보호 장비까지 입고 말을 걸었음에도 에드워드와 프롬 파티에 같이 가기로 한다. 베카는 에드워드와 성관계를 가지려고 유혹하지만 에드워드는 이를 피한다.
베카는 생일에 에드워드의 가족들을 소개 받는데 베카가 선물을 뜯다가 포장지에 손을 베이자 에드워드의 형제 제러마이아가 베카를 물려고 한다. 에드워드는 베카를 자신의 가족에게서 떼어놓기 위해 베카와 헤어진다. 이후 다른 흡혈귀들이 베카를 공격했을 때 제이컵이 치와와로 변하고 그의 늑대인간 친구들이 나타나 베카를 지킨다.
리우데자네이루에서 레이디 가가와 사귀며 베카와 헤어진 슬픔을 잊어가던 에드워드는 베카가 자살했다는 소식을 듣는다. 상심한 에드워드는 햇빛 아래에서 몸을 노출하여 인간들에게 자신의 실체를 알려서 흡혈귀 집회 졸터리를 자극하고 그들에게 살해되기로 결심한다.
실은 살아있었던 베카는 에드워드를 막으려고 프롬 파티장으로 이동한다. 도중 제이컵이 나타나 자신과 에드워드 중 하나를 택하라고 하다가 고양이가 나타나자 거기에 정신이 팔려 사라진다. 베카는 에드워드의 팬클럽과 제이컵의 팬클럽의 싸움에 가로막혀 에드워드를 말리지 못하고 에드워드는 알몸이 되며 계획을 실행한다. 그러나 마침 트와일라잇-뉴문-이클립스가 차례로 일어난 덕분에 에드워드의 흡혈귀 특성이 드러나지 않는다. 졸터리의 리더 다로가 베카를 흡혈귀로 만들라고 종용하자 에드워드는 베카가 자신과 결혼한다면 그렇게 하겠다고 말하고 베카가 이에 동의한다.
엔딩 크레디트 중간에 에드워드가 제이컵의 팬클럽장에게 얻어맞자 흡혈귀가 된 베카가 반격한다.

## 출연진
- 젠 프로스크 - 베카 크레인 역
- 맷 랜터 - 에드워드 설런 역
- 크리스 리기 - 제이컵 화이트 역
- 켄 정 - 다로 역
- 아넬리서 판데르폴 - 제니퍼 역
- 디드릭 베이더 - 프랭크 크레인 보안관 역
- 애리엘 케블 - 레이철 역
- 찰리 웨버 - 잭 역
- 크리스타 플래너건 - 이든 역
- 준희 리 - 데릭 역
- 데이비드 덜루이즈 - 피셔먼 스컬리 역
- 데이브 폴리 - 스미스 교장 역
- 닉 에버즈먼 - 제러마이아 설런 역
- 제인 홀츠 - 앨릭스 역
- 에밀리 브롭스트 - 준 역
- 브래들리 도즈 - 샐버토어 역
- 켈시 포드 - 아이리스 역
- 아이크 배린홀츠 - 보비 화이트 역 (크레디트 미기재)
- 헤더 브룩 심프슨 - 레이디 가가 역 (크레디트 미기재)